# Trichothyriella quercigena
Trichothyriella quercigena — вид грибів, що належить до монотипового роду Trichothyriella.